# Евгени Зашев
Евгени Димитров Зашев е българист, славист, културолог, византолог, преводач от старогръцки език, преподавател, автор и съавтор на монографии, студии, преводи, учебници и помагала в областта на културната история, византологията, палеославистиката и българския език.

## Биография
Евгени Зашев е роден през 1965 г. в София. Завършва НГДЕК „Св. Константин-Кирил Философ“ през 1984 г. През 1991 – 1996 г. е преподавател по литература в същата гимназия.
През 1991 г. получава магистърски степени по българска филология и по история и теория на културата от СУ „Св. Климент Охридски“
През 1995 г. е редовен докторант в Кирило-Методиевския научен център при БАН, а от 1999 г. е научен сътрудник ІІІ степен в същия център.
През 1996 – 2006 г. е ръководител на профили „Старобългаристика“ и „Българистика“ в НКЛ на СУ „Св. Климент Охридски“. 
През 2000 – 2006 г. е хоноруван сътрудник в Центъра за оценяване на Нов български университет. 
През 2005 г. специализира византийска литература и палеография със стипендия на фондация „Александър Онасис” в Атина (MIETЕ).
През 2006 – 2011 г. е лектор по български език, литература и култура в Университет „Коменски“ в Братислава, Словакия.

## Публикации (частичен списък)
Книги и монографии
- Λειμών πνευματικός (Pratum spirituale). Фототипно издание. С., 2005 ISBN 954-90506-2-9
- Патеричният дял на Лаврентиевия сборник – история и особености на текста. С., 2012 ISBN 978-954-9787-19-1
- Разкази за чудеса, разбойници, блудници и други истории. Превод от старогръцки, коментари и бележки. С., 2014 ISBN 978-954-9787-23-8
- Lavrentiy's miscellany / Tsar Ivan Alexandăr's miscellany of 1348. Sofia, 2015 ISBN 978-954-9787-27-6
- Патеричният дял на Лаврентиевия сборник – история и особености на текста. Второ допълнено издание. С., 2016 ISBN 978-954-9787-28-3
- Полезни за душата разкази от Павел – епископ на богопазената Монемвасия. Превод от старогръцки, коментари и бележки. С., 2020 ISBN 978-954-9787-30-6

Учебна литература
- Христоматия по литература за ІХ клас (в съавторство), С: ИК „Анубис”, 2000
- Литература за ІХ клас. ИК „Анубис”. С., 2000 г. (в съавторство), ISBN 954-426 337-9
- Литература за 9. клас. Задължителна подготовка. С.: ИK „Анубис“, 2001, ISBN 954-426-336-5 (Ч.1) (с Б. Богданов, М. Шнитер, И. Илиев, С. Черпокова, Д. Николова и Л. Шишкова)
- Литература за 9. клас. Профилирана подготовка. С.: ИK „Анубис“, 2001, ISBN 954-426-337-3 (Ч.2) (с Б. Богданов, М. Шнитер, И. Илиев, С. Черпокова, Д. Николова и Л. Шишкова)
- Български език за 11. клас. Задължителна и профилирана подготовка. С.: ИК „Д-р Иван Богоров“, 2001 (с М. Васева и В. Михайлова)
- Да опознаем своите съседи. Образът на "другия" в литературата на Балканите (в съавторство), С: ЦОИ, 2002
- Как да напишем есе стъпка по стъпка. С: ИК „Иван Богоров“, 2003
- Български език за 12. клас. Задължителна подготовка. С.: ИК „Д-р Иван Богоров“, 2009 (с М. Васева и В. Михайлова)
- Български език за 9. клас. Задължителна и профилирана подготовка. С.: ИК „Д-р Иван Богоров“, 2012 (с М. Васева и В. Михайлова)
- Български език за 10. клас. Задължителна подготовка. С.: ИК „Д-р Иван Богоров“, 2012 (с М. Васева и В. Михайлова)
- Книга за учителя по литература за 8. клас. С.: ИK „Просвета“, 2017, ISBN 978-954-01-3461-1 (с Л. Шишкова)
- Литература за 8. клас. Профилирана подготовка. С.: ИK „Просвета“, 2017, ISBN 978-954-01-3288-4 (с И. Иванчева, К. Мерджански, А. Хранова и Л. Шишкова)
- Книга за учителя по български език за 9. клас. С.:  ИК „Просвета“, 2018, ISBN 978-954-360-145-5 (с В. Матеева–Байчева)
- Български език за 9. клас. Задължителна и профилирана подготовка. С.: ИК „Просвета“, 2018 (с М. Васева и В. Матеева-Байчева)
- Книга за учителя по български език за 10. клас. С.:  ИК „Просвета“, 2019, ISBN 978-954-360-173-8 (с В. Матеева-Байчева)
- Български език за 10. клас. С.: ИК „Просвета“, 2019, ISBN 978-954-360-169-1 (с М. Васева и В. Матеева-Байчева)
- Как се пише есе за отличен, С.: ИК „Просвета“, 2021, ISBN 9789540141909 (с В. Матеева-Байчева и Д. Байчев)
- Литература за 8. клас.  По учебната програма за 2024/2025 г., С.: ИК „Просвета“, 2024, ISBN 9789540142654 (с И. Иванчева, К. Мерджански, А. Хранова, Л. Шишкова и Л. Бояджиев)
- Български език за 9. клас По учебната програма за 2024/2025 г., С.: ИК „Просвета“, 2024, ISBN 9789543602148 (с М. Васева и В. Матеева-Байчева)
- Български език за 10. клас. По учебната програма за 2024/2025 г., С.: ИК „Просвета“, 2024, ISBN 9789543602056 (с М. Васева и В. Матеева-Байчева)